# Play Hard
Play Hard je první extended play americké skupiny Krewella. Bylo vydáno 18. června 2012 skrze vydavatelství Krewella Music LLC.

## Seznam skladeb
| Pořadí         | Název                | Délka |
| -------------- | -------------------- | ----- |
| 1.             | Play Hard            | 4:26  |
| 2.             | Killin' It           | 3:27  |
| 3.             | Can't Control Myself | 3:39  |
| 4.             | Alive                | 4:50  |
| 5.             | One Minute           | 4:13  |
| 6.             | Feel Me              | 3:16  |
| Celková délka: | Celková délka:       | 23:51 |